# Pedro Freila de Guevara
Pedro Freila de Guevara (Guadix, c. 1580-Córdoba, 6 de junio de 1645) fue un escultor y arquitecto español de la Edad Moderna que trabajó principalmente en la provincia de Córdoba.

## Historia
A pesar de desconocer su fecha de nacimiento, él mismo declara en 1606 que ya era mayor de veinticinco años, siendo sus progenitores Gabriel Freire y María de Álava. En 1606 ya había abandonado Guadix y había arrendado algunas viviendas en Córdoba al presbítero Diego Fernández de Velasco, aunque ya se declaraba vecino del barrio de Santo Domingo antes de la adquisición.
La primera obra conocida del artista es un proyecto para la capilla mayor del Real Monasterio de Guadalupe, lo que indica que ya albergaba un gran prestigio a fecha del 15 de junio de 1606. El 29 de septiembre de 1612 contrajo matrimonio con Beatriz de Obregón en la iglesia parroquial de San Pedro. Tuvo una vida muy acomodada en ciertas ocasiones, cuando albergó incluso una mina de cobre, aunque en otros momentos se vio presionado por sus deudas. A pesar de ello realizó muchas obras, poco antes de morir en 1645 erigió el retablo mayor de la iglesia del Carmen Calzado.

### Mezquita-catedral de Córdoba
El 20 de febrero de 1618 firma con Juan Sequero la realización de dos nichos en la capilla mayor de la Catedral, uno de ellos para el enterramiento de obispo Diego de Mardones junto al altar mayor, por lo que probablemente el otro sea la escultura de Santiago Matamoros. El 23 de febrero de 1626 se le adjudica la realización de ocho imágenes de piedra para decorar el altar mayor de la Catedral y un año después realiza los escudos en la misma zona.